# Yoshie Shiratori

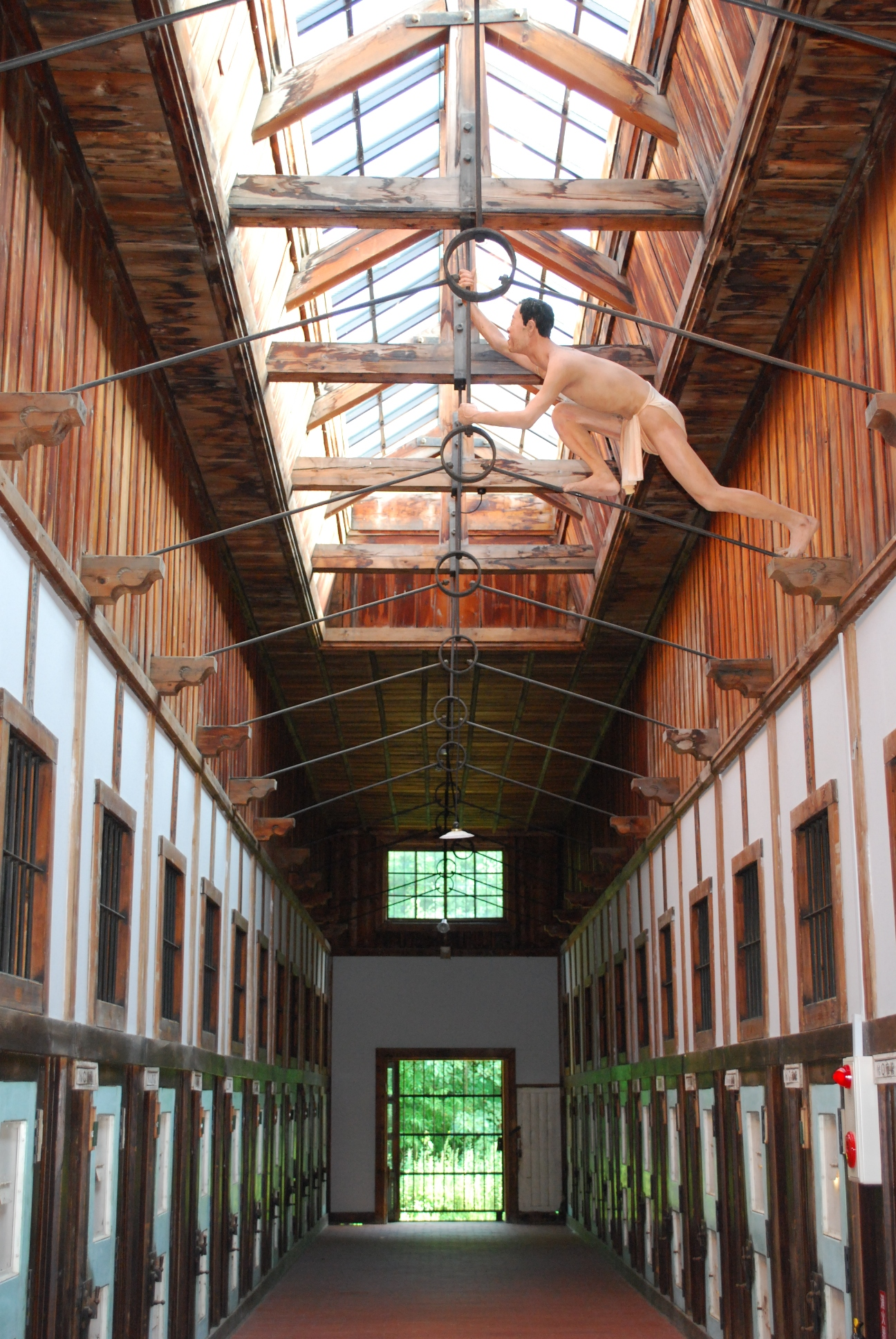
Mannequin représentant Yoshie Shiratori en train de s'évader de la prison d'Abashiri, devenue un musée.

Yoshie Shiratori (白鳥 由栄), né le 31 juillet 1907 et mort le 24 février 1979 , est un prisonnier japonais célèbre pour s'être évadé quatre fois de prison, en 1936, 1942, 1944 et 1947. 

## Biographie
Né dans la préfecture d'Aomori, Shiratori est arrêté à 26 ans en 1933 sur des soupçons de meurtre et de vol avec d'autres complices. Les procureurs demandent la peine de mort, mais il s'échappe de la prison d'Aomori en 1936 en utilisant un fil de fer pour ouvrir ses menottes. Il est vite rattrapé et condamné à perpétuité. Il s'échappe de la prison d'Akita en 1942 en passant par les conduits d'aération. Il est rattrapé et incarcéré à la prison d'Abashiri à l'extrême-nord du Japon. En 1944, il s'évade après avoir fait rouiller ses menottes et le judas de sa porte de cellule en versant de la soupe miso dessus. 
Après la Seconde Guerre mondiale, il blesse un fermier qui meurt peu après. Il est de nouveau arrêté en 1946. La cour de Sapporo le condamne à mort en 1947 mais, alors qu'il attend son exécution en prison, il s'évade en sciant le plancher de sa cellule avec un bout de tôle pointu et en creusant un tunnel avec un bol.
Finalement, en 1948, à l'âge de 41 ans, fatigué de fuir, il admet devant un policier être un détenu évadé après avoir reçu une cigarette de sa part (les cigarettes étaient un objet de luxe à cette époque au Japon). La haute cour rejette l'accusation d'assassinat, révoque sa condamnation à mort, et le re-condamne à uniquement 20 ans de prison. Il reste en détention jusqu'à sa libération en 1961. Il retourne dans sa préfecture natale d'Aomori où il revoit sa fille, mais ne lui parle pas. Il meurt d'une crise cardiaque en 1979. Ses cendres sont remises à une femme qui avait pris soin de lui.
Dans la culture populaire japonaise, Shiratori est devenu un antihéros. L'écrivain Akira Yoshimura a publié le roman Hagoku sur sa vie. Un mémorial sur lui se trouve au musée de la prison Abashiri.

### Traduction
- (en) Cet article est partiellement ou en totalité issu de l’article de Wikipédia en anglais intitulé « Yoshie Shiratori » (voir la liste des auteurs).